# Courcelles-sur-Nied
Courcelles-sur-Nied är en kommun i departementet Moselle i regionen Grand Est (tidigare regionen Lorraine) i nordöstra Frankrike. Kommunen ligger i kantonen Pange som tillhör arrondissementet Metz-Campagne. År 2022 hade Courcelles-sur-Nied 1 188 invånare.

## Befolkningsutveckling
Antalet invånare i kommunen Courcelles-sur-Nied
| Referens: INSEE |